# 卡武尼夫卡 (切尔卡瑟州)
48°50′43″N 31°23′24″E / 48.84528°N 31.39000°E
卡武尼夫卡（烏克蘭語：Кавунівка）是位於烏克蘭中部的村莊，由切爾卡瑟州裡茲韋尼霍羅德卡區的利普揚卡市鎮負責管轄。該村始建於1710年，面積1,408平方公里，海拔高度178米，2001年人口230，人口密度每平方公里0.16人。